# 菊地圭尚
菊地 圭尚（きくち けいしょう、1980年4月2日 - ）は、北海道函館市出身の競輪選手。
日本競輪選手会北海道支部所属。日本競輪学校（以下、競輪学校）第89期生。師匠は大橋秀人（44期）。ホームバンクは函館競輪場。

## 経歴
北海道知内高等学校時代は野球部に所属しエースを務め、左腕から繰り出される最速140km/hの直球を武器に、1998年春の全道大会ベスト4に貢献した。
2003年に5回目の受験で競輪学校に合格し入学。2004年3月に在校成績1位（1着41回）で卒業。
2004年7月8日、ホームバンクの函館でデビューし、初勝利も同日。10月5日付でデビュー日起算わずか89日でS級特進を果たし、深谷知広が2009年9月15日にデビュー日起算56日でS級特進を決めるまで、S級最短昇進記録を保持していた。
2006年12月、第6回ヤンググランプリ（京王閣）に出場し3着。
2007年9月、第50回オールスター競輪（高知）でGI決勝戦に初めて進出し6着。12月、第7回ヤンググランプリ（立川）で、同期同県の明田春喜とワンツーを決め優勝を飾った。
2013年3月、第66回日本選手権競輪（立川）で6年ぶりにGI決勝進出し7着。
2014年、6月の第65回高松宮記念杯競輪（宇都宮、9着）と7月の第23回寬仁親王牌（弥彦、8着）でGI決勝進出。
2015年2月、第30回読売新聞社杯全日本選抜競輪（静岡）で、優勝した山崎芳仁をマークし準優勝。7月の第24回寬仁親王牌（弥彦）で決勝4着。
2016年2月、第31回読売新聞社杯全日本選抜競輪（久留米）で決勝5着。

## エピソード
- GIの決勝に7回も進出している選手としては珍しく、2022年現在、GIIIの優勝経験がない[4]。